# 今期流行 (歌曲)
今期流行，是香港男藝人古天樂一首2000年推出的粵語歌曲，由伍樂城作曲，林夕填詞，收錄於同年出版的個人專輯《今期流行》內。因其演唱時的舞姿及歌詞「追命林琴」與日本女歌手椎名林檎同音而成為話題。

## 創作與製作

### 背景
1990年代中在香港影視圈成名的藝人古天樂，在2000年進軍流行音樂界成為歌手。該年1月他推出了第一張迷你專輯《男朋友》，主要歌曲男朋友及像我這一種男人均是深情慢歌。而同年9月的大碟專輯《今期流行》則嘗試多首快歌，包括此同名主打歌今期流行，全碟由伍樂城監製。

### 創作
今期流行是一首節奏明快的舞曲，時長2分59秒，以
拍的B小調創作，每分鐘138拍。由伍樂城作曲及編曲，林夕填詞。
副歌中一句歌詞「今期流行 流行追命林琴」最為知名。當時日本新晉的女歌手椎名林檎正在日本開始走紅（但在香港仍未獲得廣泛認識），而「追命林琴」一語本身意義不明，且與「椎名林檎」發音非常接近，很多人都誤以為歌詞就是「椎名林檎」，後世不少紀錄歌詞的網站亦寫成「椎名林檎」。多年後作家馮睎乾向填詞人林夕查證，林夕承認「追命林琴」確是影射椎名林檎，因他以前為王菲所寫的歌曲香奈兒， 被官方中文名稱同為「香奈兒」的奢侈品品牌Chanel發出律師信警告，故不敢再直接以椎名林檎之名入詞。

## 發行
此歌收錄於古天樂的個人專輯《今期流行》，專輯初版由華星唱片於2000年9月發行；同年10月曾發行第二版；2014年7月作為「華星40經典金唱片」復刻系列其中之一，由吞併了華星唱片的東亞唱片重新壓製發行。

## 迴響

### 評價
此歌推出後，因坊間的負面評價、嘲笑而受到注目，古天樂因此被取笑多年，更被稱為其「黑歷史」。其中重點是古天樂演唱此歌時的其中一種舞姿，是雙手舉起合十，酷似華人傳統拜神動作，被認為動作怪異惹笑，被稱為「拜神舞」。當時資深藝人沈殿霞在其主持的節目《掌聲的背後》中訪問古天樂期間，曾稱此舞姿像拜神動作，被視為「拜神舞」稱呼之始。當時大眾一方面取笑，一方面在卡拉OK演唱此歌及模仿「拜神舞」，一度掀起熱潮。
亦有指歌詞過於前衛，當時椎名林檎在香港的知名度仍不是很高（只有緊貼外地流行音樂潮流的群體熟悉），不清楚椎名林檎當紅程度的人覺得歌詞怪異。
作家月巴氏以「Cult」（邪典）來形容此歌的現象。他認為這是大眾將快樂建築於古天樂的污點上所構成的集體回憶。
《壹週刊》當時的樂評認為古天樂演繹此等快歌，顯示出其節奏感極差，而且只懂用盡力去唱，生硬而變化少。
歌手出身的香港藝人鄭中基在2016年ViuTV節目《晚吹》中，稱此歌是自己覺得最難聽的歌曲，並指歌曲與舞蹈並不匹配。

### 模仿與二次創作
- 2018年電器零售連鎖店百老匯電視廣告《幾時都流行》：
背景音樂改編自今期流行，由李一丁重新編曲，梁栢堅改詞，Ivory Chu（朱琳）及Sammi Wong演唱。[註 2]
此廣告在播出期間成為熱話。廣告由柳俊江擔任執行監製及導演[15]，帶有日系風格，主演的容祖兒以日本劇集《我Miss係大佬》中主角仲間由紀惠的體育服教師造型演出[16]，廣告內容主要是一群穿著校服的少女在校園各處跳舞，最後容祖兒亦加入跳舞，舞姿包括古天樂當年的「拜神舞」。從日本請來的一眾年青女舞蹈員亦一度成為焦點[17]。一些舊式電子產品如Walkman、Game Boy出現於修改版歌詞中，及成為廣告中的道具。詞中直接採用了「流行椎名林檎」。
其後官方於Youtube上載稱為「古仔落場版」的完整版MV，古天樂在影片中段客串演出[2]。另外，香港網紅Toyz及屎萊姆亦有客串演出[15]。
作家月巴氏形容，這是多年後在演藝圈地位已甚高的古天樂願意面對自己的污點，他在廣告中「化成一個正被崇拜的神」。[13]
此廣告讓今期流行再次成為話題。其時，以低成本Cosplay聞名的泰國網紅Anucha Sangchart亦拍攝了模仿歌中舞姿的影片。[18]
- 2021年線上點餐外賣平台戶戶送電視廣告《熱到除3》：
古天樂與組合ERROR、盧覓雪演出，其中一幕ERROR成員郭嘉駿在古天樂面前跳起「拜神舞」。[19][20]
- 2024年，來自大阪的日本女子舞蹈團體Avantgardey，為宣傳她們將在香港舉行的表演秀，發表了一段演繹此歌舞蹈的影片，參考了原來的舞蹈動作進行重新編舞。[21]

## 備註
1. ↑  此樂評文章將專輯名稱寫成《流行》，未知是筆誤，還是因專輯第一版封面中「今期」與「流行」分開書寫而造成誤會。
2. ↑  按官方MV片尾演職員名單。有些新聞報道誤作容祖兒演唱。